# Bulbophyllum radicans
Bulbophyllum radicans är en orkidéart som beskrevs av Frederick Manson Bailey. Bulbophyllum radicans ingår i släktet Bulbophyllum och familjen orkidéer. Inga underarter finns listade i Catalogue of Life.